# Alamaro

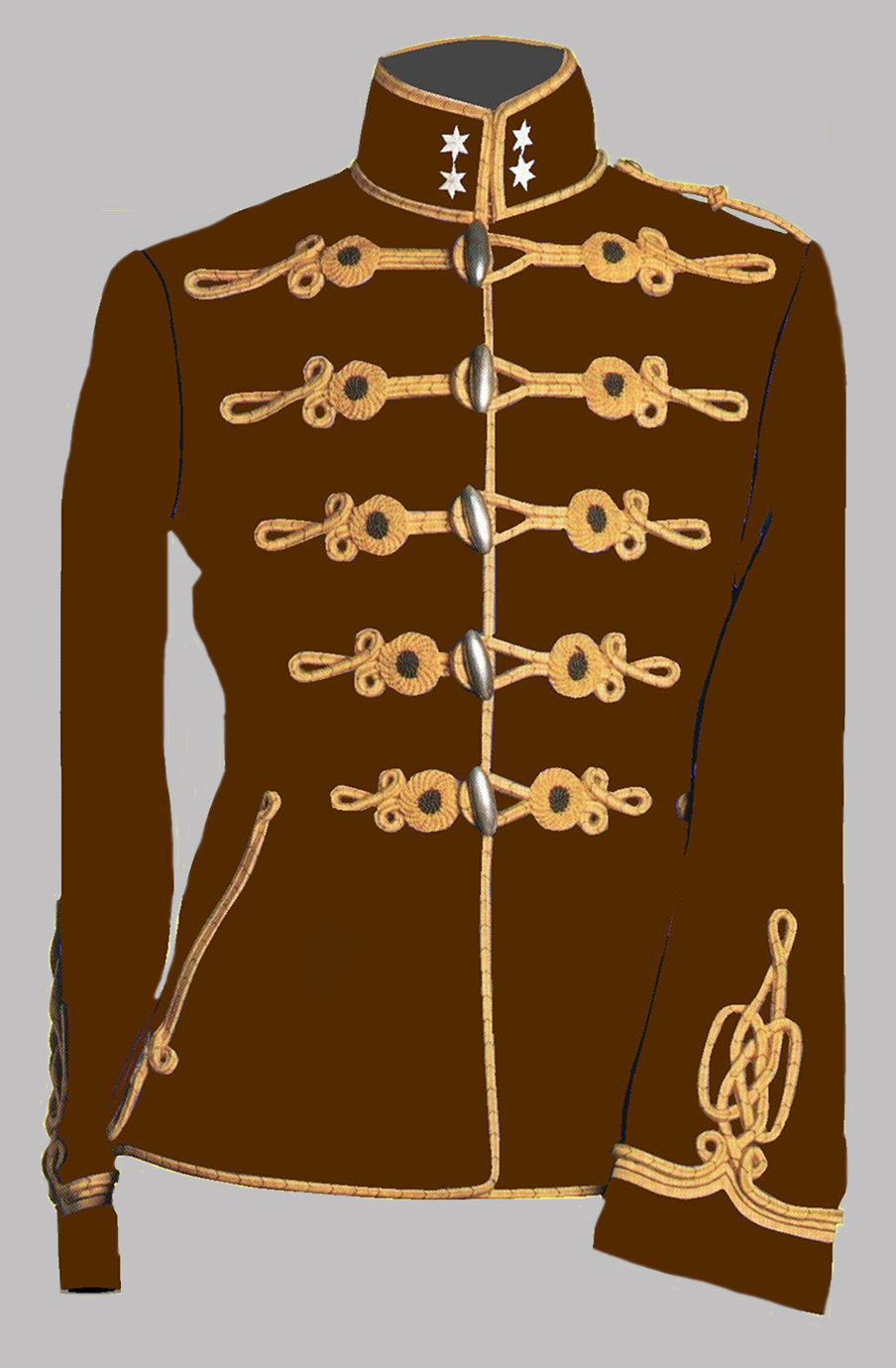
Giacca militare chiusa con alamari

L'alamaro è un tipo di chiusura di un indumento realizzata con una striscia di seta, pelle o cordoncino chiusa a cappio a formare un occhiello, dove viene fatto passare un bottone, un nodo o un'olivetta in legno o corno. Nei militaria italiani vengono definite tali anche le mostrine dell'Arma dei Carabinieri e Granatieri di Sardegna.

## Origine del nome
Qualcuno ritiene che il nome derivi da quello del condottiero Mujāhid al-ʿĀmirī. Con certezza si sa che l'origine del termine è da ricercarsi nello spagnolo alamar, proveniente a sua volta dall'arabo al (articolo) amâra, ossia cordone.

## Utilizzo
Fregio originario delle uniformi militari (era adottato da alcuni eserciti già nel XVIII secolo), l'alamaro viene usato nei capispalla femminili a partire dal XIX secolo e oggi si applica anche a camicie e cardigan in maglia.
La chiusura ad alamari caratterizza inoltre la giacca montgomery, che nella sua versione classica si presenta con i tipici bottoni a forma di corno. Per questa ragione il termine alamaro viene spesso utilizzato anche per indicare i bottoni di forma allungata.

## Gli alamari nell'Arma dei Carabinieri
Gli alamari argento su fondo rosso sono uno dei simboli storici dell'Arma dei Carabinieri fin dalla sua fondazione. Vennero infatti adottati il 23 giugno 1814, in fase di organizzazione del corpo, su proposta del capitano Camillo Beccaria, convinto che la bellezza dell'ornamento avrebbe incentivato molti giovani ad arruolarsi.

### Le stellette nell'Arma dei Carabinieri

Alamaro plastificato per uniforme ordinaria
Alamaro plastificato o ricamato a bassa visibilità per uniforme vegetata
Alamaro ricamato per uniforme da gala
Alamaro ricamato per sottufficiali

## Gli alamari nei Granatieri di Sardegna
Gli alamari sono anche simbolo distintivo dei Granatieri di Sardegna; vennero adottati dopo la battaglia dell'Assietta (19 luglio 1747) dopo che, strappato l'ornamento alle giacche dell'esercito franco-ispanico sconfitto, il re Carlo Emanuele III di Savoia decise di far ornare le sopravvesti dei suoi granatieri e guardie con gli alamari bianchi.